# Екстериторіальність
Екстериторіальність (лат. ex - з, поза + лат. territorialis — що належить до даної території) — статус фізичних або юридичних осіб, установ або об'єктів, вилучених з-під дії місцевого законодавства і які підпадають (частково або в повному обсязі) під дію законодавства держави, громадянство якої вони мають .

## Практика і форми екстериторіальності
Звичайною практикою екстериторіальності є інститут дипломатичних і консульських привілеїв та імунітетів.
Однак, стосовно до даного випадку термін «екстериторіальність» поступово витісняється більш точними позначеннями різних форм імунітету від юрисдикції іноземної держави. Це пов'язано з тим, що раніше з принципу екстериторіальності робили висновок про те, що звільняється від кримінальних, адміністративних та економічних правових норм, відповідаюча особа (або установа) вважається що знаходяться на території держави, громадянство (або національність, якщо мова йде не про фізичні особи) якої вона має. Оскільки ця юридична фікція може послужити обґрунтуванням безмежного розширення імунітетів і, термін екстериторіальність не рекомендується тлумачити розширено.
Згідно з положеннями Віденської конвенції про дипломатичні зносини 1961 року, Віденської конвенції про консульські зносини 1963 року й інші багатосторонні міжнародні договори, держави на умовах взаємності звільняють співробітників дипломатичних місій від дії кримінальних, адміністративних та економічних правових норм країни, що приймає. (т. зв. Дипломатичний імунітет).
В історії екстериторіальність також могла бути нав'язана однією державою іншій в односторонньому порядку, причому її дія не обмежувалася дипломатичним персоналом, а включало всіх громадян країни (іноді в рамках певної території), що користується даним правом, і на громадян цієї країни фактично не поширювалися норми та закони приймаючої країни (нерівні договори)
Екстериторіальністю, наприклад, користуються військові бази в зарубіжних державах, а також будівлі, які займають установи ООН.
У деяких галузях міжнародного права екстериторіальність зберегла своє значення. Наприклад, у міжнародному морському праві вона застосовується для характеристики статусу військового корабля в іноземному порту, оскільки такий корабель і в цьому випадку розглядається як плавуча територія держави прапора. Відповідно до статті 32 Конвенції ООН з морського права 1982 року морські судна в межах іноземної території, якщо опинилися там законним шляхом, користуються екстериторіальністю.
Екстериторіальністю також користується і військове повітряне судно, що знаходиться на іноземній території за згодою територіального суверена, оскільки воно вважається частиною території держави, розпізнавальні знаки якого має.

## Випадки та об'єкти, на які поширений принцип екстериторіальності
- Дипломатичні представництва
- Недоторканність глави держави при візиті в іншу країну
- Штаб-квартира ООН  у Нью-Йорку, установи ООН в Женеві, Відні, Найробі, а також будівля Гаазького суду і будівля Міжнародного трибуналу з морського права, Гамбург.
- Міжпарламентська Асамблея держав-учасниць Співдружності Незалежних Держав в Санкт-Петербурзі.
- Штаб-квартира НАТО в Брюсселі і Штаб об'єднаних збройних сил НАТО в Європі в Монсі.
- Бази НАТО в рамках Угод про статус сил
- Комплекс ЦЕРН (Європейського Центру ядерних досліджень).
- Міжнародне бюро мір і ваг в Севрі.
- Власність Ватикана - резиденція Папи Римського в Кастель-Гандольфо.
- Територія транслятора Радіо Ватикана в Santa Maria di Galeria.
- Головний офіс Мальтійського Ордену в Римі.
- Військово-морська база США в Гуантанамо
- Європейський центральний банк у Франкфурті-на-Майні
- Штаб-квартира ЄПО в Мюнхені
- Архіпелаг Шпіцберген в Норвегії